# Варлей Вікторія Юріївна
Вікторія Юріївна Варлей (Хоменко) (нар. 18 серпня 1984, Київ, Україна) — українська акторка театру, кіно та телебачення.

## Життєпис
Вікторія Варлей народилася 18 серпня 1984 року в місті Київ.
Закінчила Інститут кіно і телебачення Київського національного університету культури і мистецтв (2005, спеціальність — актор театру і кіно, майстерня Володимира Хмельницького, Ніни Шаролапової).
2007—2009 — актриса Московського вірменського театру під керівництвом Слави Степаняна на Луб'янці.
Від 2007 — знімається в кіно.

## Театр
- 2004 — Вільям Шекспір «Отелло», роль Дездемона
- 2005 — Вільям Шекспір «Ромео і Джульєтта», роль Джульєтта
- 2006 — Оскар Вайльд «Як важливо бути серйозним», роль Сесили
- 2006 — Данило Хармс «Перешкода», Роль Дружина
- 2007 — Олександр Галин «Зірки на ранковому небі», роль Анна
- 2009 — Робер Тома «У 8 жінок, чоловік без … щастя», роль Луїза

## Фільмографія
| Рік  | Фільм                        | Роль                            | Прим. 2020                                         | інтерн Люся | пацієнтка |
| 2020 | Філін                        | Ірина Бикова                    |                                                    |             |           |
| 2020 | Згадай себе                  | Дама                            |                                                    |             |           |
| 2020 | Дільничний з ДВРЗ - 2        | Юля                             |                                                    |             |           |
| 2020 | Ленінград. Давай, сміливіше  | Оля                             |                                                    |             |           |
| 2019 | Одного разу в Good life Park | головна роль                    |                                                    |             |           |
| 2019 | Зустріч однокласників        | Жанна                           | Акторка в 32 роки зіграла неповнолітню "малолєтку" |             |           |
| 2018 | Стоматолог                   | Даша                            |                                                    |             |           |
| 2018 | Покохай мене таку            | Катя                            |                                                    |             |           |
| 2018 | Перевірка                    | Коханка                         |                                                    |             |           |
| 2018 | Дві матері                   | Люся                            |                                                    |             |           |
| 2018 | Hurts “Wings”                | подружка соліста                | bring me the horizon “mantra”                      |             |           |
| 2017 | Конвой                       | Катя                            |                                                    |             |           |
| 2017 | Ментовські війни             | Соня-Левенятко                  |                                                    |             |           |
| 2017 | Покоївка                     | Марина                          |                                                    |             |           |
| 2017 | Той, хто не спить            | Люся                            |                                                    |             |           |
| 2017 | Заряджені                    | дівчина-коп                     |                                                    |             |           |
| 2016 | Супер-копи                   | Марія Тарнавська (головна роль) | Серіал. 5 сезонів                                  |             |           |
| 2015 | Під електричними хмарами     | Інна                            |                                                    |             |           |
| 2015 | Смертельно живий             | Віка                            |                                                    |             |           |
| 2015 | Урсус                        | Тамара                          |                                                    |             |           |
| 2013 | Моя русалка моя Лореляй      | Тамара                          |                                                    |             |           |
| 2012 | Досьє Пікадор                | Наталя                          |                                                    |             |           |
| 2011 | Богині                       | Кіра                            |                                                    |             |           |
| 2010 | Доктор Тирса                 | Лариса                          |                                                    |             |           |
| 2008 | Blue Hour                    | головна роль                    |                                                    |             |           |
| 2002 | Овід                         | Каті                            |                                                    |             |           |
|      |                              |                                 |                                                    |             |           |

## Музичні кліпи
- 2006 — реклама «Renault»
- 2007 — С.К.А.Й. — Як мене звати
- 2011 — Стас П'єха — Ми розлучилися з тобою
- 2012 — С. К. А.Й — Небезпечна
- 2018 — Bring me the horizon — Mantra